# Колледж Дарвина (Кембридж)
Колледж Дарвина (англ. Darwin College) — один из колледжей Кембриджского университета. Он стал первым смешанным (принимали и мужчин, и женщин) и первым рассчитанным на людей с высшим образованием колледжем. Своё название получил в честь влиятельного семейства Дарвинов: в 1885 году Джордж Дарвин, второй сын естествоиспытателя Чарлза Дарвина, приобрёл на Сильвер-стрит (англ. Silver Street) здание Ньюнэм Грейндж (англ. Newnham Grange), в котором прожил со своей семьёй до конца жизни. В этом здании в 1964 году и был открыт колледж, а портреты семейства Дарвинов до сих пор украшают коридоры корпуса. 
В колледже обучаются от 600 до 700 студентов, в основном на степени магистра или доктора философии. Около половины из них иностранцы, на 2016 год было представлено 80 национальностей. Колледж Дарвина считается крупнейшим выпускным колледжем Кембриджа.

## История
Увеличение числа аспирантов в послевоенный период показало, что в Кембридже необходим выпускной колледж. В 1963 году три более старых колледжа (св. Троицы, св. Иоанна и колледж Гонвиля и Кая) объявили о намерении совместно сформировать новый. 28 июля 1964 года на берегу Кам, напротив Куинз, был основан новый колледж. 29 января 1965 года колледж был одобрен Тайным советом и включён в финансирование. В 1976 года колледж Дарвина стал независимым колледжем в составе Кембриджского университета.

## Известные выпускники
- Эллиот Белгрейв (р. 1931), генерал-губернатор Барбадоса.
- Джейн Гудолл (р. 1934), посол мира ООН, приматолог, этолог и антрополог.
- Дайан Фосси (1932—1985), выдающийся этолог и популяризатор охраны природы.
- Иэн Уилмут (р. 1944), лауреат премии Шао в области медицины и наук о жизни.
- Элизабет Блэкбёрн (р. 1948), лауреат Нобелевской премии по физиологии или медицине.
- Эрик Маскин (р. 1950), лауреат Нобелевской премии по экономике.
- Пол Селден (р. 1954), палеонтолог, исследователь ископаемых членистоногих.
- Джанет Россант (р. 1950), канадский и британский учёный в области биологии развития.
- Тигран Мкртчян (р. 1978), армянский дипломат, историк и политолог.

Колледж Дарвина
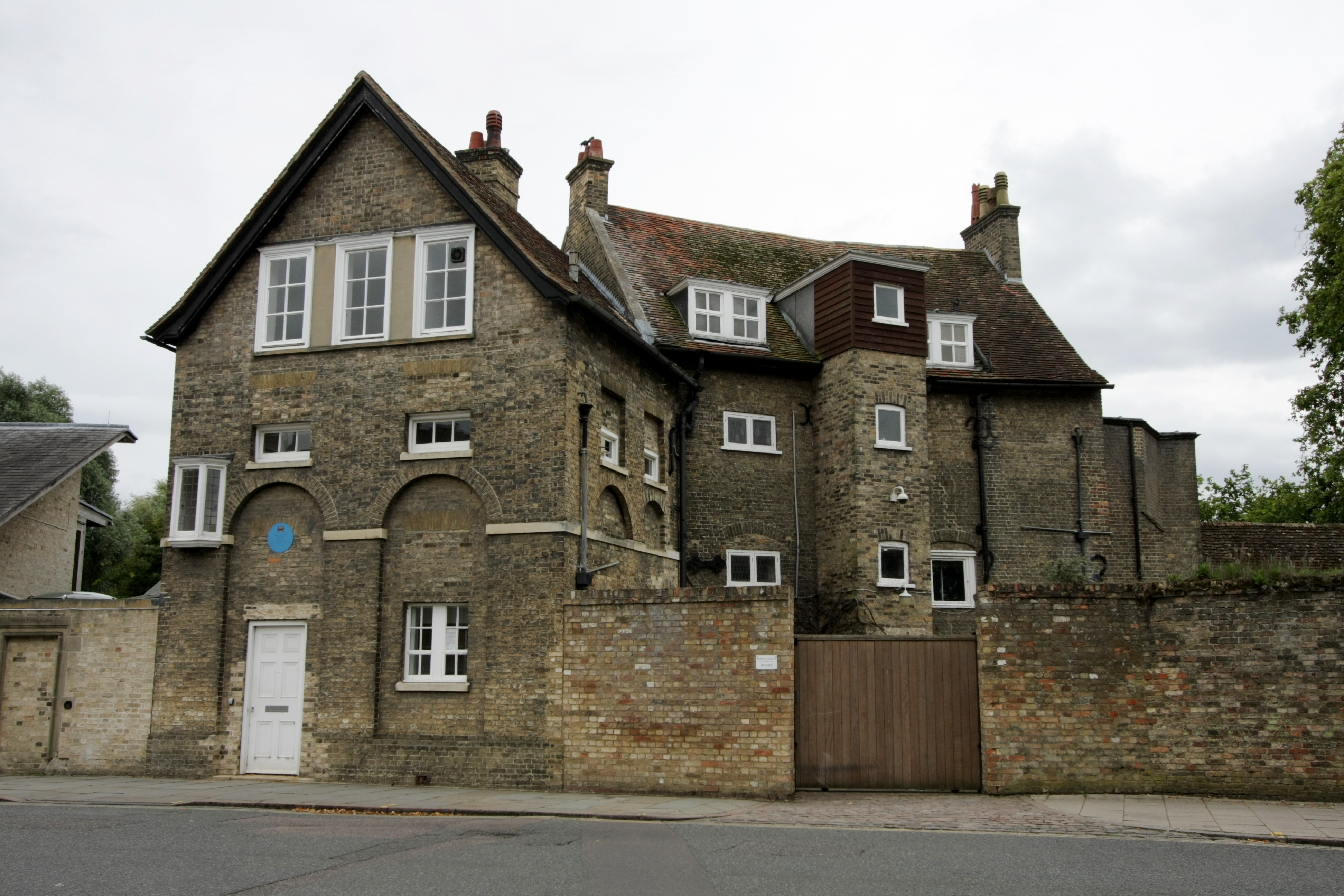
Здание колледжа со стороны Сильвер-стрит
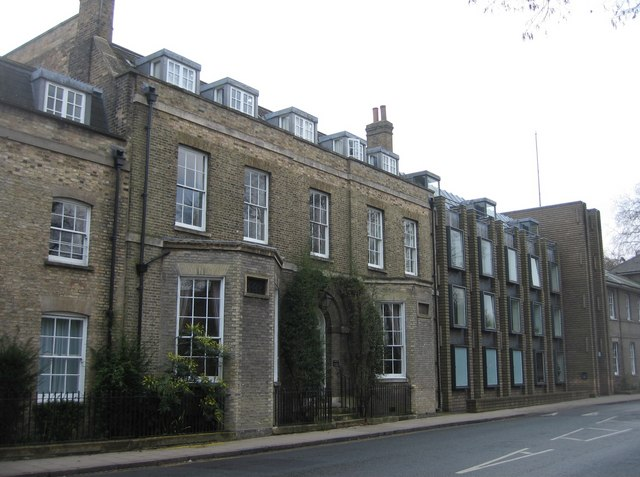
Здание колледжа со стороны Сильвер-стрит
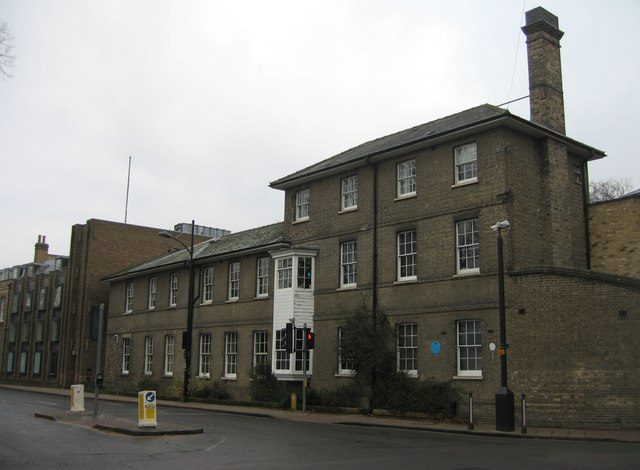
Здание колледжа со стороны Сильвер-стрит
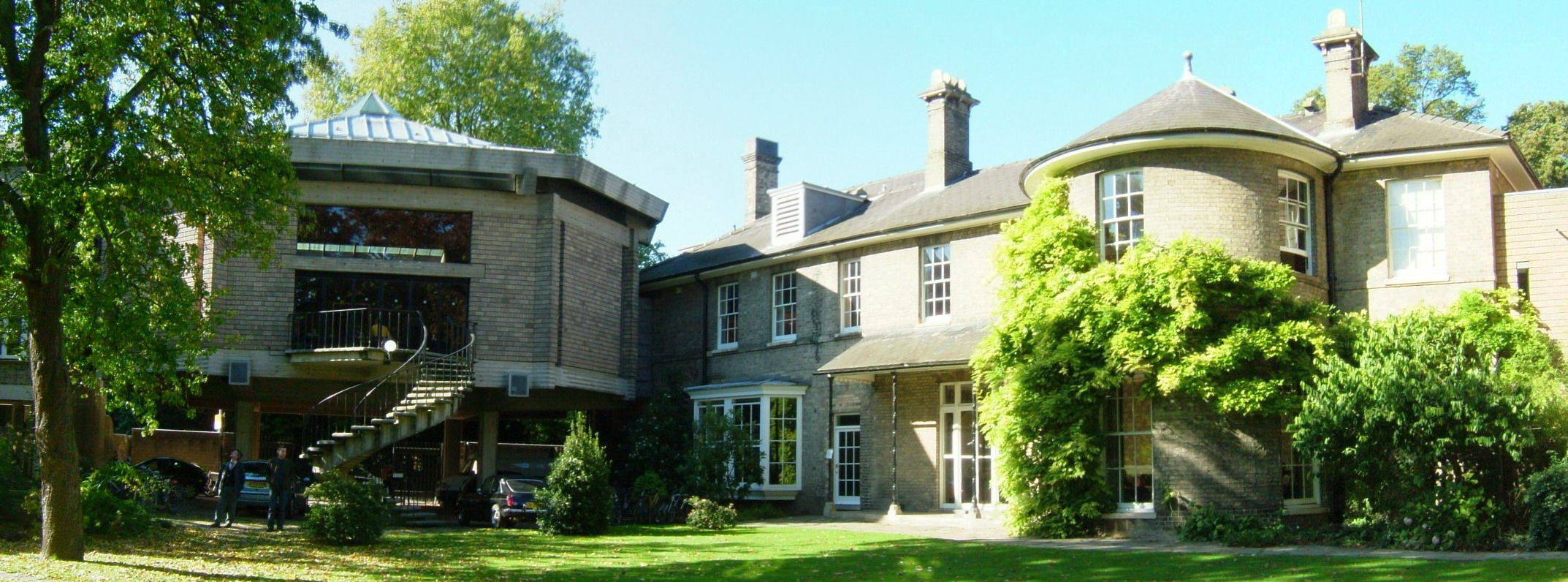
Внутренний двор колледжа
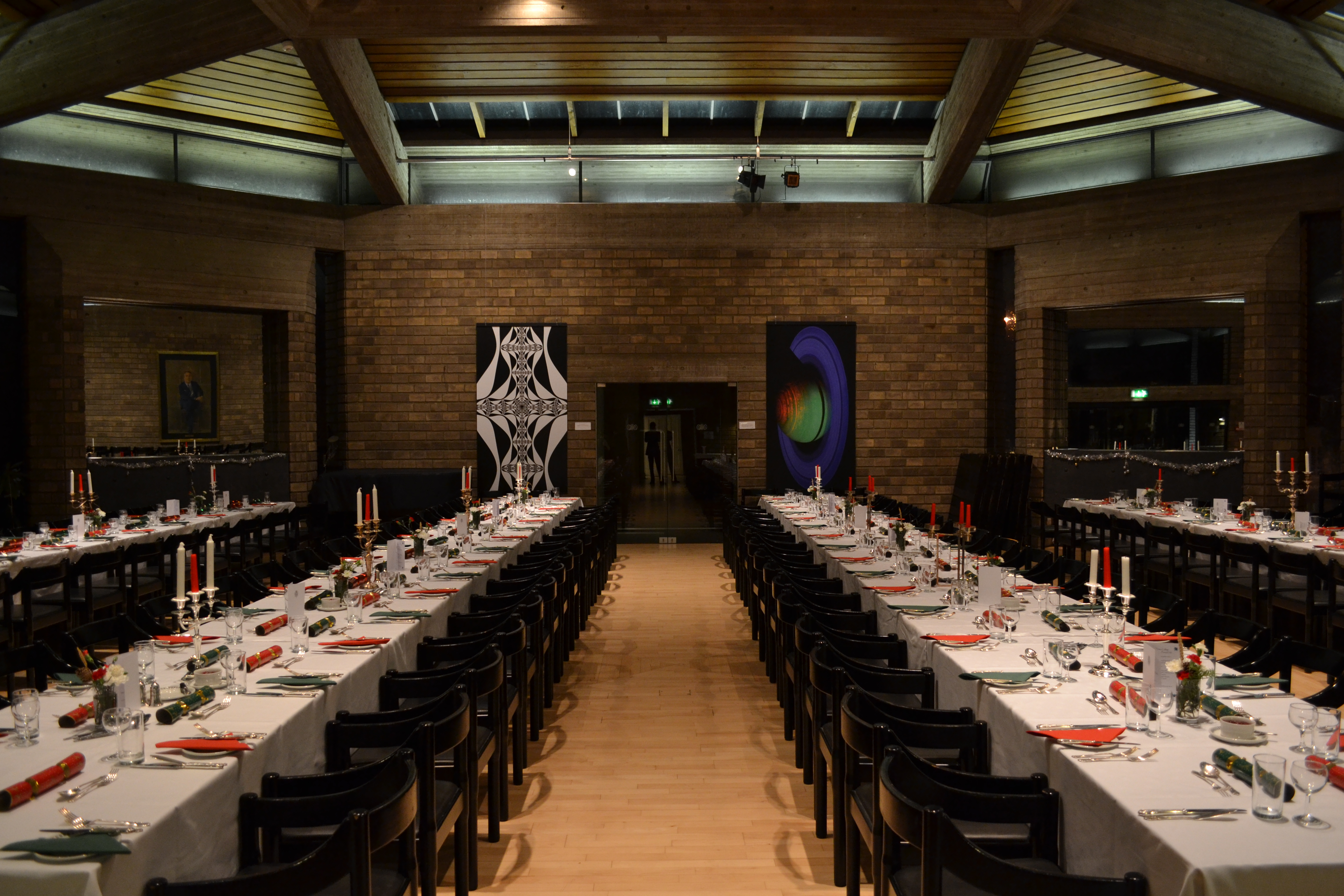
Столовая
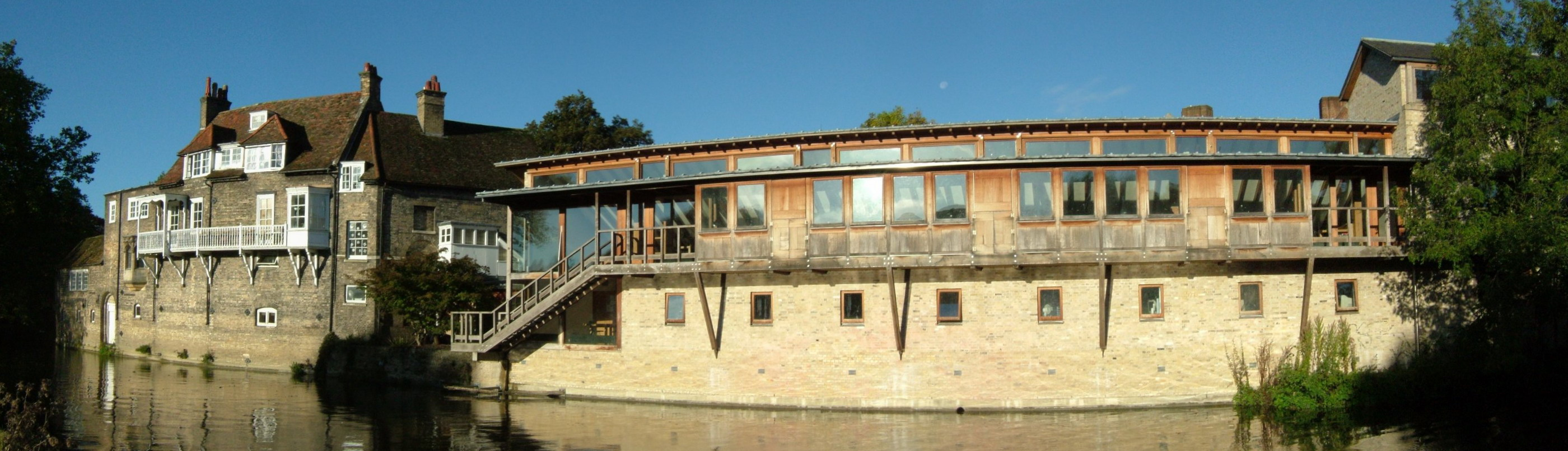
Библиотека
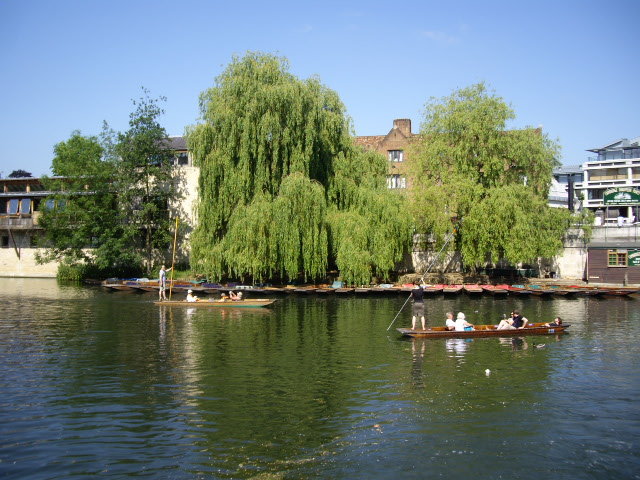
Лодочная станция рядом с колледжем